# Construcción endocéntrica
La construcción endocéntrica es un constituyente sintáctico compuesto que consta de un núcleo, que es elemento indispensable, y de otros elementos prescindibles que complementan al núcleo. Los sintagmas verbales son construcciones claramente endocéntricas, ya que siempre contienen un verbo léxico en su interior. Por ejemplo, en la expresión «el pájaro verde [[se posó] en la rama del árbol]», el núcleo «se posó» podría prescindir de los otros dos elementos que le acompañan en el sintagma verbal como «en la rama del árbol» sin que se origine ninguna expresión anómala.

## Hipótesis endocéntrica
En los comienzos de la teoría sintáctica se pensó que algunos sintagmas podrían ser exocéntricos (no-endocéntricos) sin que ningún elemento ejerciera de núcleo. Por ejemplo una oración de acuerdo con el análisis tradicional parecía un sintagma en que no parecía existir un núcleo:
(1a) Juan vino y se fue
(1b) Ø vino y se fue (omisión de sujeto)
(2a) Juan vino y también vino Pedro
(2b) Juan vino y también Ø Pedro (omisión del verbo)
Por eso en el análisis tradicional se consideró razonable postular que una oración era un sintagma exocéntrico de estructura:
Sin embargo, algunos enfoques modernos aceptan la hipótesis de endocentricidad generalizada conjeturándose que todos los sintagmas en realidad tienen un núcleo que comparte con el sintagma completo ciertas propiedades de comportamiento sintáctico. De hecho una oración en el análisis generativista se considera una proyección máxima o sintagma de tiempo asociado al núcleo de inflexión temporal, por lo que la estructura generalmente admitida para explicar ciertos hechos es:
Donde el sujeto está formado por un sintagma determinante y el núcleo T0 puede estar ocupado por un auxiliar o por un verbo finito que «se desplaza» hasta la posición del núcleo T0.